# プロベーション
プロベーション（英: Probation）とは、アメリカ法の用語であり、有罪の宣告を受けた者に直ちに刑罰の言渡しをせずに、一定の地域から離れることを禁ずるなどの何らかの制約を課しつつ、一定期間、公的機関（probation officer プロベーション・オフィサー）の観察の下に置くことをいう。保護観察と表記されることがあるが、日本法上の概念としての保護観察とは異なる。観察の成績が悪ければ、刑罰を科されるという心理的圧力を加えて、犯罪者の社会内での更生意欲を後押しすることを目的としている。1841年に、John Augustus　がボストン市で始めた、酔っぱらいに対する教育事業にその淵源があるとされている。

## 日本における類似制度
日本を含む世界各国でプロベーションに学んだ制度が取り入れられている。
試験観察
少年保護手続における「試験観察」（少年法25条）の制度は、プロベーションに範をとったものである。
執行猶予 / 保護観察 / 仮釈放
プロベーション・オフィサーは「保護観察官」と訳されることがあるが、プロベーションは刑罰の宣告を猶予する制度であり、刑罰を宣告した上でその執行を猶予する日本の「執行猶予」や「保護観察」、或いは「仮釈放」等とは制度が異なる。
家庭裁判所調査官
「家庭裁判所調査官」を probation officer と英訳する例もあるが、家庭裁判所調査官の担当職務は試験観察のみではなく、必ずしも意義は一致しない。